# Polycentropus milikuri
Polycentropus milikuri là một loài Trichoptera trong họ Polycentropodidae. Chúng phân bố ở miền Cổ bắc.